# Quinta da Barra
Quinta da Barra é um bairro de Teresópolis, cidade localizada no interior do estado do Rio de Janeiro.

## Demografia
De acordo com o Instituto Brasileiro de Geografia e Estatística (IBGE), sua população no ano de 2010 era de 349 habitantes, sendo 172 mulheres (49.3%) e 177 homens (50.7%), possuindo um total de 167 domicílios.